# Locronan
Locronan (bretonsky Lokorn) je obec ve bretaňském departementu Finistère patřící mezi Nejkrásnější vesnice Francie, sdružení, jež má podpořit francouzský cestovní ruch.
Locronan byl založen v 10. století poustevníkem Ronanem a největšího rozkvětu dosáhl v 16. století, kdy se zde rozvinula výroba plátna. Právě z této doby pochází jádro obce tvořené renesančními žulovými domy a kostelem sv. Ronana z 15. století. Pro svou zachovalost je řada místních budov chráněna jako historická památka a opakovaně se stává kulisou pro filmaře.